# Wayne Rainey

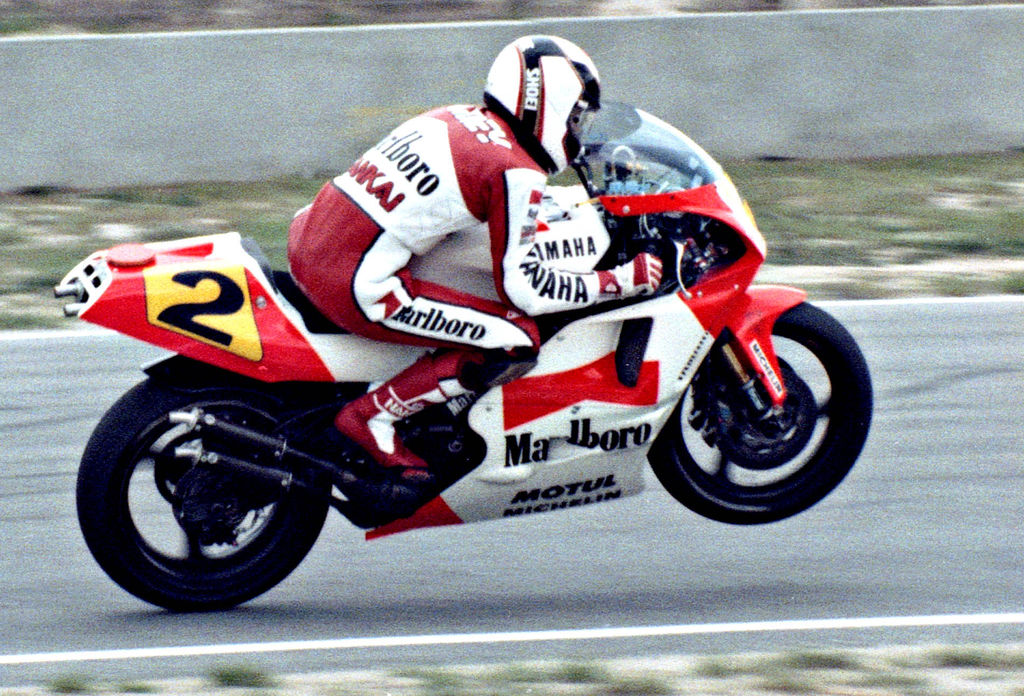
Wayne Rainey in Laguna Seca, 1990

Wayne Rainey (* 23 oktober 1960 in Downey, Los Angeles, Californië) is een voormalig Amerikaans motorcoureur en drievoudig wereldkampioen in de 500cc klasse van het FIM wereldkampioenschap wegrace. Sinds zijn zware val bij de Grote Prijs van Italië in Misano 1993 is hij gedeeltelijk verlamd.

## Carrière
Rainey begon in 1981 met de wegracesport, daarvoor reed hij motocross. In de jaren 1983 en 1987 won hij het Amerikaanse Superbike kampioenschap. In 1983 was hij op een Kawasaki GPZ750Ut onderweg, in 1987 trad hij op een Honda VF750 aan. Zijn eerst Grandprix race reed hij in 1984 in de 250cc. Bij het wereldkampioenschap van 1988 behaalde hij in het team van Kenny Roberts senior de derde plaats in de 500cc klasse. Rainey werd drievoudig wereldkampioen in de jaren 1990 tot 1992 in de 500cc klasse, de koningsklasse van de motorsport. In 1993 beëindigde een val bij de grote prijs van Italië in Misano zijn carrière; na een breuk van de zesde borstwervel is hij gedeeltelijk verlamd. In totaal behaalde Rainey 24 grandprix overwinningen.

## Statistiek
| Seizoen | Klasse | Motor  | Races | Overw. | Podium | Poles | Ptn | Pos |
| ------- | ------ | ------ | ----- | ------ | ------ | ----- | --- | --- |
| 1984    | 250 cc | Yamaha | 12    | 0      | 1      | 1     | 29  | 8e  |
| 1988    | 500 cc | Yamaha | 15    | 1      | 7      | 1     | 189 | 3e  |
| 1989    | 500 cc | Yamaha | 15    | 3      | 13     | 4     | 210 | 2e  |
| 1990    | 500 cc | Yamaha | 15    | 7      | 14     | 3     | 255 | 1e  |
| 1991    | 500 cc | Yamaha | 14    | 6      | 13     | 6     | 233 | 1e  |
| 1992    | 500 cc | Yamaha | 12    | 3      | 8      | 0     | 140 | 1e  |
| 1993    | 500 cc | Yamaha | 12    | 4      | 9      | 1     | 214 | 2e  |
| Totaal  | Totaal | Totaal | 80    | 24     | 65     | 16    |     |     |